# Gustav Schlimbach
Gustav Schlimbach (* 13. November 1818 in Bad Königshofen; † 7. April 1894 in Heidelberg) war ein deutscher Orgelbauer.

## Leben
Gustav Schlimbach, Sohn des Orgel- und Klavierbauers Johann Caspar Schlimbach aus Bad Königshofen, kam 1844 nach Speyer und heiratete dort 1846 Henriette Mayer. Aus seiner Werkstatt gingen bis 1887 mehr als fünfzig Orgeln hervor. Ab 1853 baute er Orgeln mit Kegelladen, griff aber auch später immer wieder auf Schleifladen zurück. Sein Bruder war der Würzburger Orgelbauer Balthasar Schlimbach (1807–1896).
Sein ältester Sohn Friedrich (1848–1877) starb früh. Der zweite Sohn Hermann (1850–1930) übernahm 1880 die Leitung der Firma, die sich dann Schlimbach & Söhne nannte, verkaufte aber 1889 die Werkstatt, die als C. O. Rees & Co. (Schlimbachs Nachfolge) weitergeführt wurde. Ein weiterer Sohn, Adolph Schlimbach (1854–1870), wurde ebenfalls Orgelbauer, starb aber ebenfalls bereits in jungen Jahren. 1887 gründete Schlimbach in Heidelberg ein Handelsgeschäft mit Musikinstrumenten, mit dem er unverschuldet in Insolvenz geriet. Sein Neffe Martin Joseph Schlimbach rettete die Firma durch finanzielle Beteiligung.
Gustav Schlimbachs Nachfolger Hermann Schlimbach wanderte vermutlich 1888, spätestens aber 1891 nach Luzern aus und arbeitete als Orgelbauer bis etwa 1898 bei Friedrich Goll. Anschließend war er als Klavierstimmer tätig. Er starb am 26. Dezember 1930 in Luzern.

## Werkliste (Auswahl)
Von den mehr als fünfzig Instrumenten, die Gustav Schlimbach erbaute, sind knapp zwanzig z. T. mit stärkeren Veränderungen erhalten:
| Jahr       | Ort                 | Gebäude                | Bild | Manuale | Register | Bemerkungen |
| ---------- | ------------------- | ---------------------- | ---- | ------- | -------- | --- |
| 1853       | Alsenz              | Protestantische Kirche |      | II/P    | 18       | Kegelladen; 1928 aus dem Chor auf die Empore transloziert, 1962 demontiert und eingelagert; 1978 Wiederaufstellung durch Oberlinger, Einbau neuer Schleifladen und Erweiterung zu II/20 → Orgel                                              |
| 1857       | Wolfersheim         | Protestantische Kirche |      | I/P     | 10       | Schleifladen; 1960 Umbau durch Lotar Hintz, 1974 durch Walcker; 2003 Teilrestaurierung durch Walcker → Orgel |
| 1859       | Lettweiler          | Protestantische Kirche |      | I/P     | 10       | Kegelladen; 1892 renoviert von Karl Förster (Heimersheim) → Orgel |
| 1859       | Albersweiler        | St. Stephan            |      | II/P    | 16       | Kegelladen; 1959 Dispositionsänderung durch E.F. Walcker & Cie. |
| 1861       | Freimersheim        | Protestantische Kirche |      | I/P     | 12       | Schleifladen (Manual) und Kegelladen (Pedal); 1977 von Werner Owart (Neuhofen) renoviert; 2021 von Peter Ohlert (Kirkel) restauriert → Orgel                                                                                                 |
| 1861       | Ottweiler           | Mariä Geburt           |      | II/P    | 17       | 1917 Abgabe der Prospektpfeifen (1928 ersetzt); 1970/71 Umbau und Erweiterung durch Hugo Mayer (Heusweiler); 2012 (nach einem verheerenden Kirchenbrand 2011) umfangreiche Erneuerungsarbeiten durch Dietmar Schömer (Bliesransbach) → Orgel |
| 1864       | Schifferstadt       | Martin-Luther-Kirche   |      | I/P     | 8        | 1989 restauriert durch Orgelmanufactur Vleugels |
| 1867       | Obrigheim (Pfalz)   | Protestantische Kirche |      | I/P     | 10       | Schleifladen (Manual) und Kegelladen (Pedal); 1953 von Walcker zu I/12 erweitert, 2006 von Andreas J. Schiegnitz (Albsheim/Grünstadt) restauriert → Orgel                                                                                    |
| 1867       | Feilbingert         | Protestantische Kirche |      | I/P     | 10       | Kegelladen; 1976 durch Paul Zimnol aus Kaiserslautern renoviert. |
| 1868       | Bechhofen (Pfalz)   | Protestantische Kirche |      | I/P     | 12       | Kegelladen; das Instrument wurde ursprünglich für die katholische Kirche in Sondernheim erbaut; 1963 erfolgte ein Klangumbau durch Hugo Wehr; 1982 wurde das Instrument durch Gerhard Kuhn aus Esthal nach Bechhofen transferiert.           |
| 1870       | Herxheimweyher      | St. Antonius           |      | I/P     | 11       | 1960 Klangumbau durch Hugo Wehr aus Haßloch |
| 1874       | St. Ingbert         | St. Engelbert          |      | II/P    | 18       | Kegelladen; 1950 zu II/P/23 umgebaut und erweitert; 1991 durch Hugo Mayer (Heusweiler) renoviert; 2018 von Klais restauriert → Orgel |
| 1874       | Marnheim            | Protestantische Kirche |      | I/P     | 6        | Schleiflade (Maunal) und Kegellade (Pedal) |
| 1877       | Ottersheim          | St. Amandus            |      | I/P     | 9        | Kegelladen; 1960 erfolgten Klangveränderungen, 1982 wurde das Werk durch Paul Zimnol aus Kaiserslautern restauriert. |
| 1877       | Schiersfeld         | Protestantische Kirche |      | I/P     | 7        | Kegelladen; 1955 Klangumbau durch Oberlinger, 1984 Reinigung durch Gerhard Kuhn |
| 1878       | Trippstadt          | St. Joseph             |      | I/P     | 9        | Kegelladen; 1968 Klangumbau durch Paul Zimnol aus Kaiserslautern → Orgel |
| 1880 (ca.) | Andrimont (Belgien) | Église Saint-Roch      |      | II/P    | 12       | Schleifladen, das zweite Manual mit Schwellkasten → Orgel |
| 1887       | Elmstein            | Mariä Heimsuchung      |      | II/P    | 13       | Kegelladen; zusammen mit seinem Sohn Hermann Schlimbach erbaut; 2002 durch Gerhard Kuhn (Esthal) restauriert → Orgel |

Außerdem konnten folgende Neubauten von Schlimbach nachgewiesen werden:
1852 Speyer (Dom, Chororgel), Friedelsheim (protestantische Kirche), Ottersheim (prot.), Speyer (Synagoge)
1854 Bexbach (St. Martin, 13/I, 1910 ersetzt)
1855 Schwegenheim (Protestantische Kirche)
1856 Wachenheim (kath., 1926 ersetzt, Gehäuse erhalten), Saargemünd in Lothringen (kath., ca. 26/II, 1907 durch einen Neubau ersetzt), Otterstadt (kath., 1929 ersetzt)
1857 Wachenheim (prot.)
1859 Lautzkirchen (kath., 15/II)
um 1860 Horbach (Pfalz) (kath., 1971 ersetzt)
1862 Neupotz (kath. St. Bartholomäus), Böhl (prot., 20/II, 1909 durch einen Neubau ersetzt), Kronau (kath., 1959 durch einen Neubau ersetzt)
1863 Brücken (Pfalz) (kath., 13/I, vor 1972 aufgegeben)
1864 Gönnheim (prot.)
1865 Sulzbach/Saar (evangelische Kirche, 16/II, 1905 durch einen Neubau ersetzt)
1867 Ensheim (St. Peter, 17/II), Niedergailbach (Bruder Klaus 8/I), Waldsee (Pfalz) (St. Martin)
1870 Neunkirchen (Saar) (ev. Pauluskirche, 17/II, 1945 zerstört)
1871 Oberndorf (Pfalz) (simultan)
1872 Altenglan (prot., 9/I, 1962 durch einen Neubau ersetzt)
1873 Niederlustadt (prot.)
1874 Einöd (Apostelkirche, 9/I nicht erhalten)
1878 Berghausen (kath., Gehäuse erhalten)
1880 Neuleiningen (St. Nikolaus), Ruppertsberg (St. Martin, 11/II, 1968 durch einen Neubau ersetzt.)
Undatierte Neubauten:
Clausen (kath.), Hanhofen (kath.), Heiligenstein (kath.), Schifferstadt (kath.), Laumersheim (prot.), Neuhofen (Pfalz) (prot.)